# Old Post Office Pavilion
Old Post Office Pavilion, eller Old Post Office and Clock Tower, är en byggnad på 100 Pennsylvania Avenue i Washington D.C., USA. Fram till 1914 var byggnaden stadens postkontor.
Byggnaden ägs av General Services Administration (GSA). Sedan 2013 hyr GSA ut det till Trump Organization, som under 2016 öppnade lyxhotellet Trump International Hotel Washington D.C. i byggnaden.